# دایره سنگی پورلاک
دایره سنگی پورلاک (به انگلیسی: Porlock Stone Circle) یک حلقه سنگی است که در اکسمور نزدیک روستای پورلاک در جنوب غربی انگلیس واقع در سامرست قرار دارد. حلقه پورلاک بخشی از سنت ساخت دایره سنگی است که در اکثر مناطق انگلیس، ایرلند و بریتانیا در اواخر دوره نوسنگی و عصر مفرغ، بین ۳۳۰۰ تا ۹۰۰ پیش از میلاد گسترش یافته‌است. هدف از ساخت چنین بناهایی ناشناخته است، اگرچه باستان شناسان حدس می‌زنند که این بناها توسط موجودات فوق طبیعی ساخته شده‌است. اگرچه اکسمور شاهد ساخت بسیاری از بناهای تاریخی در دوران مفرغ بود است، اما تنها دو دایره سنگی در این منطقه باقی مانده‌است، دایره سنگی دیگر ویتپول نام دارد. دایره پورلاک حدود ۲۴ متر (۷۹ فوت) قطر دارد و شامل سیزده تخته سنگ ماسه ی است. در اصل ممکن است تعداد سنگ‌ها در ابتدای ساخت بیشتر باشد برای مثال در شمال شرقی دایره، دالانی وجود دارد که ظاهراً به یک ردیف سنگی خطی متصل بوده است. هیچ مدرکی یافت نشده‌است که بتواند قدمت واقعی این بنای تاریخی را به اثبات برساند، اگرچه باستان شناسان اظهار داشتند که قدمت این ماده از عصر مفرغ اولیه تشکیل شده‌است.
یک چرخ کوچک سربی که در داخل حلقه سنگی پورلاک پیدا شده نشان می‌دهد که از این سایت در دوره رومانو-انگلیس وجود داشته ‌است. این مکان در دهه ۱۹۲۰ دوباره کشف شد. شکل ظاهری فعلی آن ترکیبی از عناصر ماقبل تاریخ و مدرن است. در سال ۱۹۲۸ این مکان توسط باستان‌شناس هارولد سنت جورج گری مورد بررسی و کاوش قرار گرفت. حفاری دوم به رهبری مارک گیلینگز در سال ۲۰۱۳ انجام شد.

## موقعیت
این دایره در ۴٫۵ کیلومتری جنوب غربی روستای پورلاک، در جنوب غربی انگلیس واقع در سامرست قرار دارد. در فاصله ۱٫۵ کیلومتر (۱ مایل) جنوب از جاده A39 و در غرب باند آن است که به سمت جنوب به سمت اکسفورد می‌رود. این حلقه در ارتفاع تقریباً ۴۱۵ متری (۱٬۳۶۲ فوت) از سطح دریا قرار دارد و در ۱۰ کیلومتری شمال دایره سنگی دوم یعنی ویتپول قرار دارد.

## قدمت

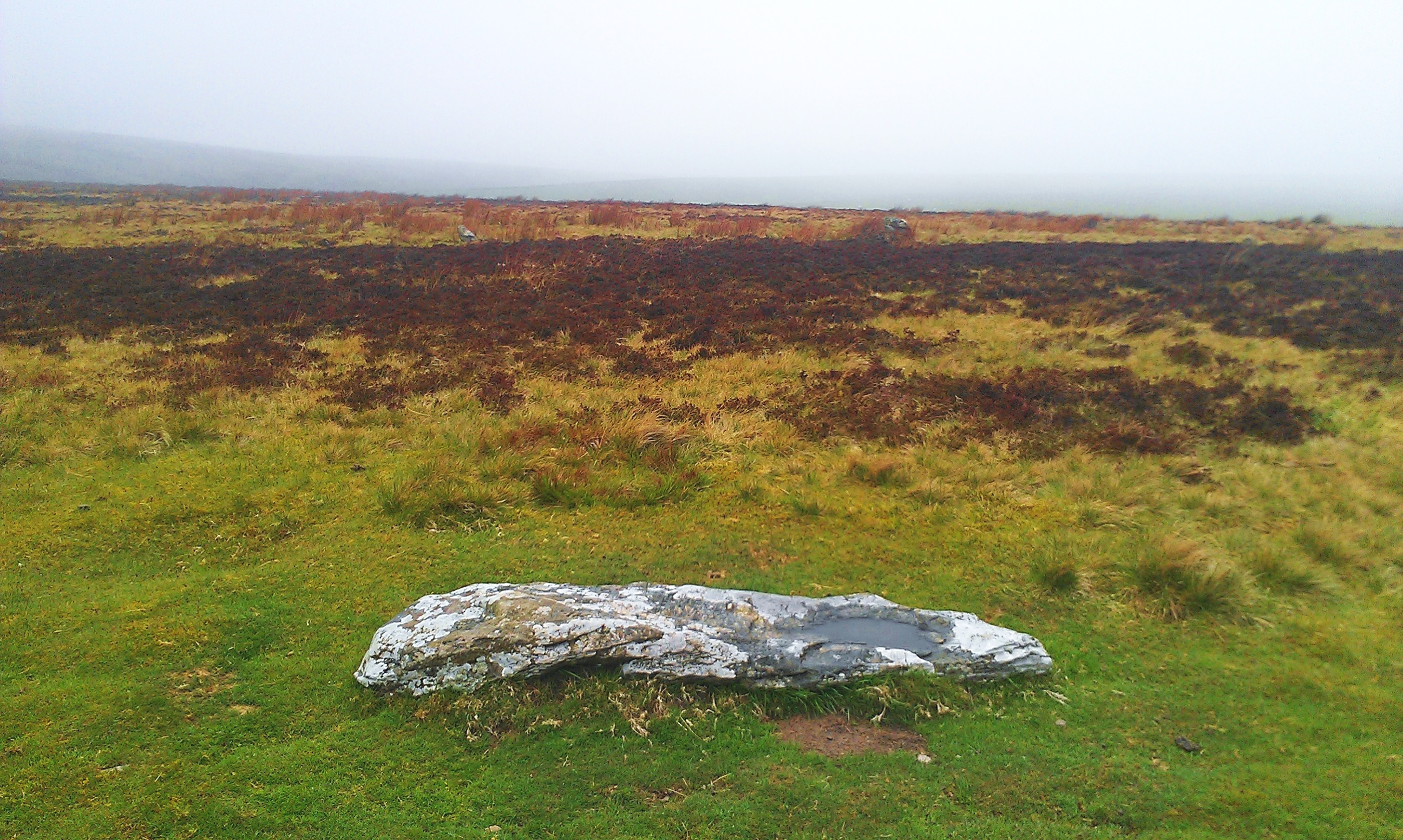
دایره پورلاک عکس برای سال ۲۰۱۴

سبک بنای این دایره سنگی به اواخر قرن چهارم پیش از میلاد بازمی‌گردد. این سبک از معماری در جنوب و شرق انگلیس تا قرن سوم قبل از میلاد رواج داشته‌است.
بیشترین تراکم ساخت دایره سنگی‌ها در جنوب غربی انگلیس و شمال شرقی اسکاتلند، نزدیک آبردین قابل مشاهده است.

## دایره‌های سنگی در اکسمور
فقط دو حلقه سنگ ماقبل تاریخ شناخته شده در اکسمور وجود دارد: پورلاک و ویتپول، باستان شناسان قدمت این حلقه‌ها را به اواخر نوسنگی یا عصر مفرغ برنز مرتبط می‌دانند و اشاره کرده‌اند که این حلقه‌ها با حلقه‌های سنگی که در جنوب انگلیس، واقع در دارتموث کشف شده‌اند شباهت زیادی دارند. بر خلاف دو حلقه شناخته شده اکسمور، بیش از هفتاد اثر از این دست در دارتموث شناسایی شده‌است. یکی از علت‌های آن نبود گرانیت طبیعی در اکسمور می‌باشد.

## توصیف

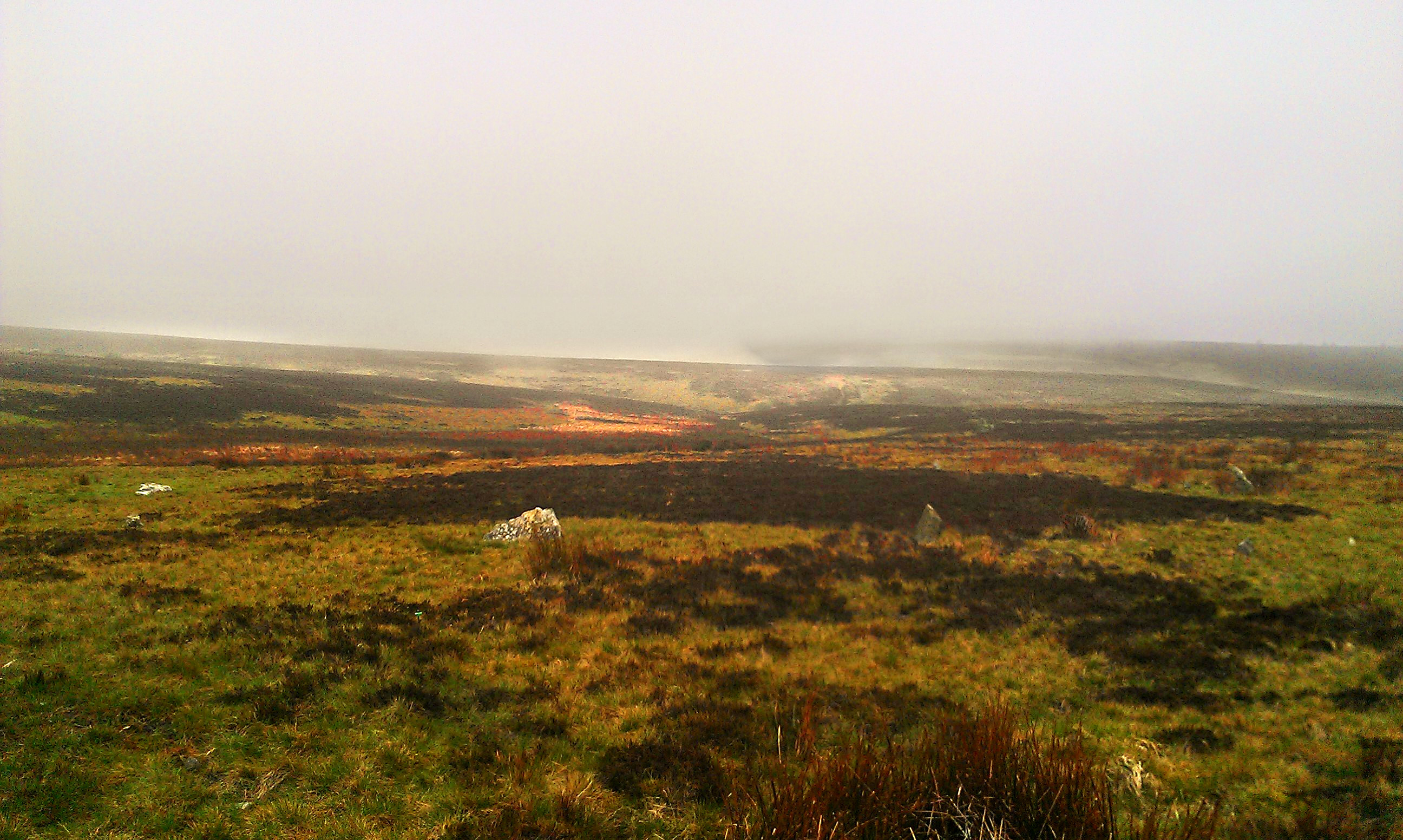
تصویر از دایره سنگی پورلاک ۲۰۱۴

قطر دایره سنگ پورلاک ۲۴ متر (۷۹ فوت) و محیط آن تقریباً ۷۷ متر (۲۵۳ فوت) است. سنگهای موجود در این دایره ماسه سنگ سبز مایکی هستند که از دوره مفرغ سرچشمه گرفته‌اند و احتمالاً از منطقه محلی جمع‌آوری شده‌اند. مارک گیلینگز باستان‌شناس، پس از کاوش در چندین موبت، استدلال کرد که سه مدل سنگ در دایره قرار گرفته‌است: سنگ‌های عمود کوچک، عمود بلند و سنگهای بزرگتر که خوابیده قرار گرفته‌اند.
گیلینگز در مورد نظریهٔ که عنوان می‌دارد اکثر سنگ در زیر زمین است و نه بیرون زدگی از آن، اظهار داشت که چنین موقعیتی ممکن است نشان دهنده «وارونگی عمدی برای عمود بودن سنگ» باشد. این مفهوم وارونگی همچنین در سایتهای معاصر مانند دایره چوب هولم در نورفولک قابل مشاهده است.

## مدیریت آثار باستانی
این مکان به عنوان یک اثر باستانی تحت قانون آثار باستانی و مناطق باستان‌شناسی که درسال ۱۹۷۹ در انگلیس مصوب شد قراردارد، که به آن سطح حفاظت قانونی برای جلوگیری از تغییر و تحول می‌بخشد. بررسی‌ها وخیم تر شدن وضعیت آن را نشان می‌دهد - در سال ۱۹۵۰، ۲۱ سنگ را به عنوان بخشی از دایره قابل مشاهده بود، اما در سال ۲۰۰۹ طی بررسی‌ها از طرف اداره پارک ملی اکسمور فقط ۱۰ مورد را شامل می‌شود. در سالهای اخیر سنگها نیز به این حلقه اضافه شده اندکه طبق نظر کارشناسان باید از این سازه حذف شوند.

## جستارها
- دایره سنگی
- لیست دایره های سنگی
- دایره سنگی بوسکندان
- دایره سنگی بوسکاوین ( اون )